# 光徳寺 (長野県立科町)
光徳寺（こうとくじ）は、長野県北佐久郡立科町にある曹洞宗の寺院。山号は南嶽山。本尊は釈迦如来。

## 概要
芦田川を挟んで芦田城跡と相対している。宝徳3年（1451年）芦田光玄が父・芦田光徳の追悼のため、僧・鷹林を開山とし、竜田山光徳寺として建立した。天正壬午の乱後に、芦田（依田）康国が上野国藤岡に移されると、7世猶国和尚も追随したため、一時的に衰亡したが、慶長年間（1596年～1615年）に帰国を許され、再建した。正徳6年（1716年）芦田川の水害のため、現在地に移転し、蓼科山にちなんで山号を南嶽山に改めた。本堂は立川和四郎流の手に成るものとされる。
境内には本堂のほか、庫裡、山門、開山堂、位牌堂、仏舎利殿、鐘楼堂、宝蔵、土蔵、東堂寮などがある。